# Colour Genie
O EACA EG2000 Colour Genie foi um microcomputador produzido pela empresa EACA de Hong Kong. Surgiu como seqüência natural dos micros Video Genie I e II (clones do TRS-80) e foi lançado mais ou menos na mesma época do semi-profissional Video Genie III. O BASIC era compatível com o dos Video Genie I e II e o BASIC Level II do TRS-80, exceto pelos comandos de gráficos e som. Os disquetes do Colour Genie podiam ser lidos pelos drives do TRS-80, mas não o inverso.
Diferentemente dos Video Genies anteriores, que eram compatíveis com seu principal competidor, o TRS-80 Modelo I, o Colour Genie não era compatível com o TRS-80 Color Computer, sendo uma das principais diferenças o uso da UCP Z-80 em vez do 6809 do rival.

## Características
- Memória:
  - ROM: 16 KiB
  - RAM: 16 KiB–32 KiB

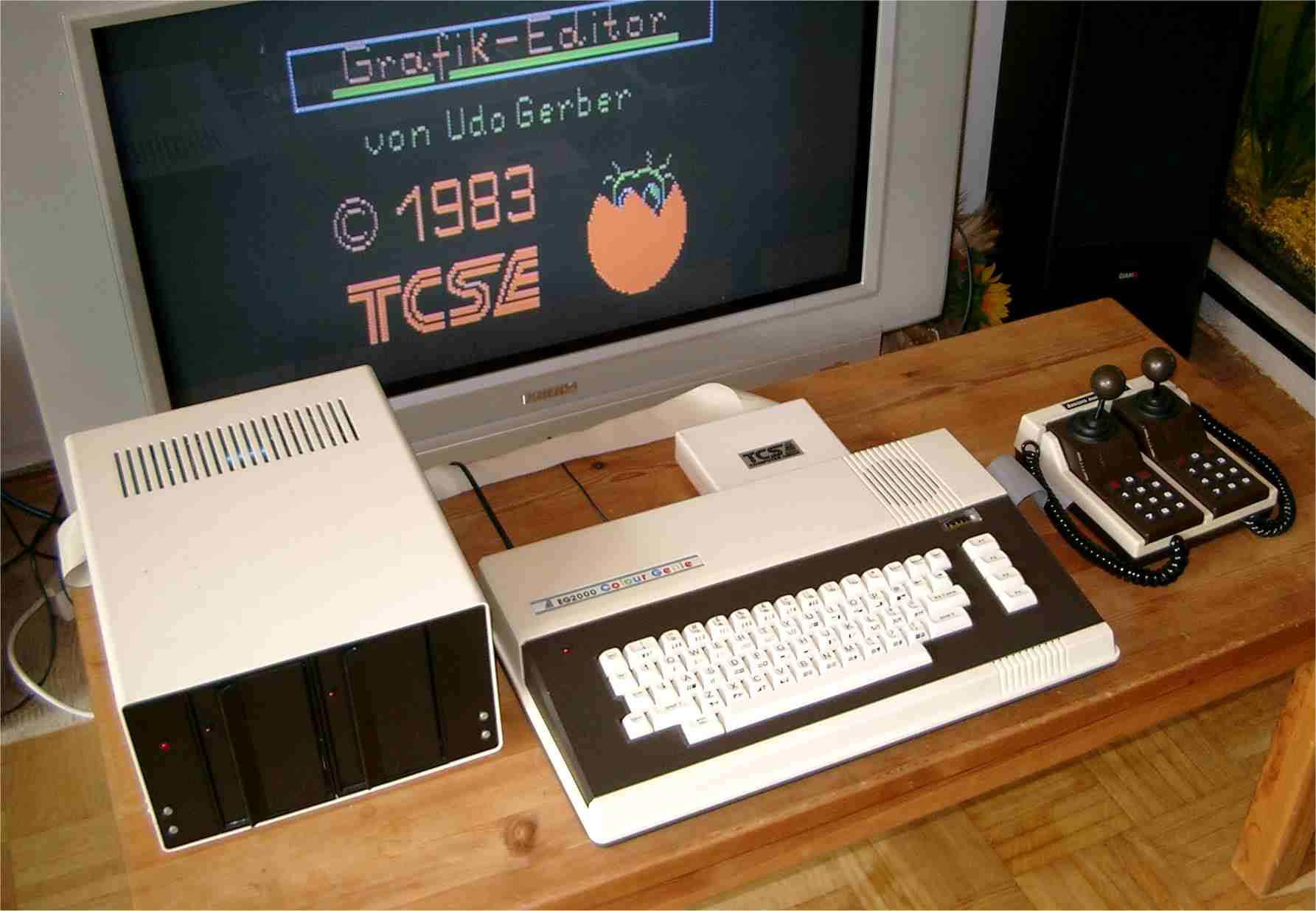
Sistema Colour Genie com drive.

- Teclado: mecânico, com 63 teclas e quatro teclas de função.
- Display: Motorola 6845
  - 40×25 (texto), 16 cores, 128 caracteres redefiníveis
  - 160×102 (gráficos), 4 cores
- Som: General Instruments AY-3-8910
  - 3 canais de som, ADSR programável
  - 1 canal de ruído
  - 2 portas E/S de 8 bits amplas
- Expansão:
  - Saída para monitor de vídeo e áudio
  - Modulador RF integrado, com som pela TV
  - Slot para cartucho de ROM e conexão do controlador de disco
  - Interface do gravador cassete (1200 baud, DIN de 5 pinos)
  - Porta RS-232 (DIN de 5 pinos)
  - Porta de caneta óptica (DIN de 5 pinos)
  - Porta de impressora paralela ou joystick
- Fonte: 5V DC, +12V DC e -12V DC

### Opções de hardware externo
- Controlador de drive de disquete.

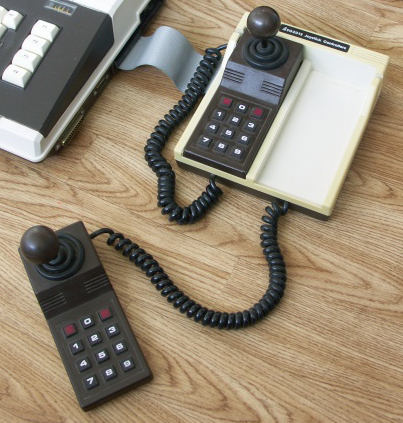
Controlador de Joystick EG2013

  - Suporte para até 4 drives (5" 1/4).
  - Suporte para drives de até 720 KiB (DS/DD)
- Gravador de cassetes
- Cartucho EPROM de 12 KiB
- Controlador de Joystick EG2013
  - 2 joysticks analógicos com teclado